# Комета Хьюмасона
Комета Хьюмасона, также проходящая под обозначением C/1961 R1, входит в список долгопериодических комет. Её обнаружил американский астроном Милтон Хьюмасон 1 сентября 1961 г. Перигелий кометы превысил орбиту Марса на 2,133 астрономических единиц, в то время как её период оценивался в 2940 лет, а диаметр ядра — приблизительно в 41 км.
Из-за своей активности, превышающей активность обычной кометы, проходящей на таком расстоянии от Солнца, комета Хьюмасона считалась гигантской. Абсолютная звёздная величина +1,5m сделала её в сотни раз ярче любой стандартной новой кометы. Кроме того, комета отличалась необычайно размытым изображением и обнаруживала значительное преобладание иона CO+ в шлейфе хвоста, что ранее наблюдалось только у кометы Морхауза (C/1908 R1).